# Gwanak-gu
Gwanak-gu es una subdivisión administrativa de Seúl, Corea del Sur. Se encuentra en la falda sur de Seúl, en la frontera de Seúl y Anyang de la provincia de Gyeonggi. Escarpada cordillera de Gwanaksan (Mt. Gwanak), que domina la geografía local, las fronteras de dos.
Originalmente parte de Siheung, Gyeonggi, que fue trasladado a Seúl con la rápida expansión de Sudogwon y su crecimiento de la población en 1960. Particionan de Yeongdeungpo Distrito y estableció como distrito en 1973, ahora es vecina Seocho-gu, Dongjak-gu, Guro-gu y Geumcheon-gu, y ejerce jurisdicción sobre 21 barrios (Dong) y su población de 500.000 habitantes.

## Divisiones administrativas
| Barrio Estatutario | Barrio Administrativo | Hangul | Hanja  |
| ------------------ | --------------------- | ------ | ------ |
| Sillim             | Seowon                | 서원   | 書院   |
| Sillim             | Sinwon                | 신원   | 新源   |
| Sillim             | Seorim                | 서림   | 西林   |
| Sillim             | Nangok                | 난곡   | 蘭谷   |
| Sillim             | Sinsa                 | 신사   | 新士   |
| Sillim             | Sillim                | 신림   | 新林   |
| Sillim             | Samseong              | 삼성   | 三聖   |
| Sillim             | Nanhyang              | 난향   | 蘭香   |
| Sillim             | Jowon                 | 조원   | 棗園   |
| Sillim             | Daehak                | 대학   | 大學   |
| Sillim             | Miseong               | 미성   | 美星   |
| Bongcheon          | Euncheon              | 은천   | 殷川   |
| Bongcheon          | Seonghyeon            | 성현   | 成賢   |
| Bongcheon          | Cheongnyong           | 청룡   | 靑龍   |
| Bongcheon          | Boramae               | 보라매 |        |
| Bongcheon          | Cheongnim             | 청림   | 靑林   |
| Bongcheon          | Haengun               | 행운   | 幸運   |
| Bongcheon          | Nakseongdae           | 낙성대 | 落星垈 |
| Bongcheon          | Jungang               | 중앙   | 中央   |
| Bongcheon          | Inheon                | 인헌   | 仁憲   |
| Namhyeon           | Namhyeon              | 남현   | 南峴   |